# تشم كبود (مقاطعة تشرداول)
تشم كبود (بالفارسية: چم کبود) هي قرية تقع في قسم شباب الريفي (مقاطعة تشرداول) في إيران. يقدر عدد سكانها بـ 53 نسمة .